# 何塞普·萨米铁尔
何塞普·萨米铁尔（西班牙語：Josep Samitier，1902年2月2日—1972年5月4日），西班牙男子足球运动员，司职中场。他曾代表西班牙参加1920年和1924年夏季奥林匹克运动会足球比赛，其中1920年奥运会获得一枚银牌。